# Detektiv Murdoch
Detektiv Murdoch (eng. Murdoch Mysteries) kanadska je televizijska dramska serija koja se emitira od 20. siječnja 2008., a trenutno se prikazuje na CBC-ju. Serija se temelji na likovima iz romana Detektiv Murdoch autorice Maureen Jennings. Glavnog lika, policijskog detektiva Murdocha koji radi u Torontu početkom 20. stoljeća, glumi Yannick Bisson. U Hrvatskoj serija se premijerno prikazuje na Drugom programu HRT-a od 13. rujna 2015., a od 31. listopada 2017. na Prvom programu HRT-a, osim HRT-a prikazuje se na kanalima Star Crime od 2021. i Epic Drama od 2018.
| Sezona | Sezona | Epizode | Izvorno prikazivanje | Izvorno prikazivanje | Hrvatsko prikazivanje | Hrvatsko prikazivanje | Hrvatsko prikazivanje |
| Sezona | Sezona | Epizode | Premijera            | Finale               | Premijera             | Finale                | Kanal                 |
| ------ | ------ | ------- | -------------------- | -------------------- | --------------------- | --------------------- | --------------------- |
|        | Film   | 3       | 13. svibnja 2004.    | 8. rujna 2005.       |                       |                       |                       |
|        | 1.     | 13      | 20. siječnja 2008.   | 13. travnja 2008.    | 13. rujna 2015.       | 13. prosinca 2015.    | HTV 1                 |
|        | 2.     | 13      | 10. veljače 2009.    | 27. svibnja 2009.    | 20. prosinca 2015.    | 20. ožujka 2016.      | HTV 1                 |
|        | 3.     | 13      | 14. ožujka 2010.     | 13. lipnja 2010.     | 3. travnja 2016.      | 26. lipnja 2016.      | HTV 1                 |
|        | 4.     | 13      | 7. lipnja 2011.      | 31. kolovoza 2011.   | 25. rujna 2016.       | 1. siječnja 2017.     | HTV 1                 |
|        | 5.     | 13      | 6. lipnja 2012.      | 28. kolovoza 2012.   | 1. siječnja 2017.     | 26. veljače 2017.     | HTV 1                 |
|        | 6.     | 13      | 7. siječnja 2013.    | 15. travnja 2013.    | 26. veljače 2017.     | 9. travnja 2017.      | HTV 1                 |
|        | 7.     | 18      | 30. rujna 2013.      | 7. travnja 2014.     | 9. travnja 2017.      | 18. lipnja 2017.      | HTV 1                 |
|        | 8.     | 18      | 6. listopada 2014.   | 30. ožujka 2015.     | 31. listopada 2017.   | 24. studenoga 2017.   | HTV 2                 |
|        | 9.     | 19      | 5. listopada 2015.   | 21. ožujka 2016.     | 27. studenoga 2017.   | 21. prosinca 2017.    | HTV 2                 |
|        | 10.    | 19      | 10. listopada 2016.  | 20. ožujka 2017.     | 22. prosinca 2017.    | 19. siječnja 2018.    | HTV 2                 |
|        | 11.    | 19      | 25. rujna 2017.      | 19. ožujka 2018.     | 17. siječnja 2019.    | 11. velječe 2019.     | HTV 2                 |
|        | 12.    | 18      | 24. rujna 2018.      | 4. ožujka 2019.      | 5. svibnja 2020.      | 28. svibnja 2020.     | HTV 2                 |
|        | 13.    | 18      | 16. rujna 2019.      | 2. ožujka 2020.      | 2. ožujka 2021.       | 25. ožujka 2021.      | HTV 2                 |
|        | 14.    | 11      | 4. siječnja 2021.    | 15. ožujka 2021.     | 26. ožujka 2021.      | 9. travnja 2021.      | HTV 2                 |
|        | 15.    | 24      | 13. rujna 2021.      | 11. travnja 2022.    | 6. svibnja 2022.      | 8. lipnja 2022.       | HTV 2                 |
|        | 16.    | 24      | 12. rujna 2022.      | 10. travnja 2023.    | 30. svibnja 2023.     | 7. studenoga 2023.    | Epic Drama            |
|        | 17.    | 24      | 2. rujna 2023.       | još traje            | –                     | –                     | –                     |